# チン・ソヨン
チン・ソヨン（朝: 진 서연、1983年1月18日 - ）は、韓国の女優。J,WIDEカンパニー所属。同徳女子大学校放送芸能科卒業。

## 出演作品

### テレビドラマ
- シークレット・ルーム ～栄華館の艶女たち～（朝鮮語版）（2007年、OCN） - タンビ 役
- ニューハート（2007年、MBC） - ハン・スジン 役
- 2008 伝説の故郷（朝鮮語版）（2008年、KBS 2TV） - 女 役 ※第8話「還鄕女」
- 見れば見るほど愛嬌満点（朝鮮語版）（2010年、MBC） - ハユン 役
- Manny (マニー) 〜ママが恋したベビーシッター（朝鮮語版）（2011年、tvN） - シン・キル 役
- 黄金の帝国（朝鮮語版）（2013年、SBS） - チョン・ユジン 役
- 熱愛（2013年、SBS） - カン・ムンヒ 役
- 願いを言ってみて（朝鮮語版）（2014年、MBC） - チェ・ソジン 役 ※特別出演
- 輝くか、狂うか（2015年、MBC） - クムソン 役
- イヴの愛（朝鮮語版）（2015年、MBC） - チン・ヒョナ 役
- ザ・プロファイラー ～見た通りに話せ～（朝鮮語版）（2020年、OCN） - ファン・ハヨン 役
- ワン・ザ・ウーマン（2021年、SBS） - ハン・ソンヘ 役
- 幸せバトル（2023年、ENA） - ソン・ジョンア 役

### 映画
- イヴの誘惑（朝鮮語版）（2007年） - インエ 役 ※テレビ映画／第2話「良い妻」
- ロマンチック・アイランド（朝鮮語版）（2008年） - シン・ダラ 役
- ファイヤー・ブラスト 恋に落ちた消防士（朝鮮語版）（2012年） - ハユン 役
- 毒戦 BELIEVER（2018年） - ポリョン 役
- リミット（2021年） - ヨンジュ 役

### 舞台

#### 演劇
- プロポーズ（2011年） - アン・ソンニョ 役
- クローサー（2007年 - 2009年） - スビン 役

### ミュージックビデオ
- 815バンド「I love you」（2003年）
- パク・ヒョシン「그 흔한 남자여서」（2004年）
- ギョヌ&Monday Kiz（朝鮮語版）「진저리」（2006年）
- As One「십이야」（2006年）
- パク・ヒョシン「別時」（2018年）
- EPIK HIGH「Lovedrunk」（2019年）

## 受賞歴
- 第39回青龍映画賞 - 人気スター賞（2018年、『毒戦 BELIEVER』）[5]
- 第55回大鐘賞 - 助演女優賞（2018年、『毒戦 BELIEVER』）[6]
- 第10回今年の映画賞 - 助演女優賞（2018年、『毒戦 BELIEVER』）[7]
- 第5回韓国映画制作家協会賞 - 助演女優賞（2018年、『毒戦 BELIEVER』）[8]
- 第7回大韓民国ベストスター賞 - ベスト助演賞（2018年、『毒戦 BELIEVER』）[9]
- 2021 SBS演技大賞 - ミニシリーズ コメディ・ロマンス部門 優秀演技賞（2021年、『ワン・ザ・ウーマン』）[10]